# Trachemys decorata
Espèce
Synonymes
- Pseudemys decorata Barbour & Carr, 1940

Statut de conservation UICN

 VU B1+2c : Vulnérable
Trachemys decorata est une espèce de tortue de la famille des Emydidae.

## Répartition
Cette espèce est endémique d'Hispaniola. Elle se rencontre en République dominicaine et à Haïti.

## Publication originale
- Barbour & Carr, 1940 : Antillean terrapins. Memoirs of the Museum of Comparative Zoology, vol. 54, no 5, p. 381–415 (texte intégral).